# Antimatéria (programa de televisão)
Antimatéria, anteriormente intitulado Mais Geek, é um programa de variedades. Foi exibido na PlayTV, na extinta Loading, pela Band, e atualmente é exibido pela TV Cultura. O programa é voltado a discussões sobre as últimas novidades dos animes, tokusatsus, games e da subcultura otaku em geral, contando inclusive com a exibição de animes.

## História

### Mais Geek (2019–2023)
O programa estreou em 18 de dezembro de 2019 na PlayTV, sob o nome Mais Geek, sendo exibido semanalmente as quartas feiras, com reprises nos outros dias, e apresentado por Clayton Ferreira, Jefferson Kayo e Anderson "Haterman", que já haviam comandado o programa Senpai TV na Rede Brasil.   O programa também marcou a volta dos animes na programação da emissora, que saíram do ar em 2018, com a exibição de Re:ZERO e Darling in the Franxx, oriundos de uma parceria com o serviço de streaming Crunchyroll.  
Em 15 de maio de 2020, o canal teve grandes mudanças na programação após ser vendido, mudando de nome para TV WA, removendo boa parte do conteúdo geek da programação e passando a focar em conteúdo variado. O programa continuou sendo exibido na TV WA até meados de novembro, mas exibindo apenas reprises dos animes Re:ZERO e Darling in the Franxx. 
Em 7 de dezembro de 2020, aconteceu a estreia da Loading, emissora que seguia a mesma linha de programação da PlayTV. Entre muitas novidades houve a reestreia do programa, com o mesmo time de apresentadores, além de Thais Matsufugi e Takeshi Oyama, e outros apresentadores que se revezavam, além de novos títulos de animes para o programa. Em 13 de janeiro, o programa exibiu a estreia do anime My Hero Academia pela primeira vez na Televisão do Brasil. Em 27 de maio de 2021, após a desistência de investimento da Kalunga, sua proprietária na época, a Loading encerrou sua programação, e demitiu toda a sua equipe. Desde então, o programa passou a ser um canal do youtube, comandado pelos mesmos apresentadores. Em 13 de setembro, o canal afiliou-se ao Geek Here, portal dedicado ao público geek, e dentre muitas novidades, foi anunciada a volta do programa na TV aberta em breve.
No dia 29 de outubro de 2021, durante uma live na Twitch foi anunciado que o programa retornaria a TV aberta pela Band, com a exibição de Dragon Ball Super, que pela primeira vez, seria exibido na TV aberta. O programa reestrearia na madrugada do dia 8 de novembro de 2021, mas no dia previsto, a equipe do programa anunciou o adiamento da estréia para o dia 15 de novembro.
Em 2 de maio de 2022, o programa não foi exibido, e posteriormente revelado que havia sido retirado da grade sem aviso prévio aos telespectadores e até mesmo à equipe, com o perfil oficial no Twitter incentivando ao público a marcar o perfil da Band para colocá-lo em um horário acessível. O programa seguiu sendo exibido apenas pelo YouTube. Já o horário em que a Band exibia o programa passou a ser ocupado por séries americanas. Em julho de 2022, o programa voltou ao ar na Band após o hiato, contando com as reprises de Dragon Ball Super. Em Agosto, foi anunciado que a partir de 3 de setembro, o  programa também passaria a ser exibido nas manhãs de sábado, porém apenas para São Paulo, e praças sem programação local. Em 5 de outubro, foi anunciado que o programa ganharia uma versão aos sábados para rádio, através da 89 FM A Rádio Rock, estreando a partir do dia 8 de outubro. Em 14 de novembro, o programa foi novamente retirado da grade diária da Band, mantendo somente as exibições aos sábados do bloco.
Em 30 de janeiro de 2023, foi anunciada a saída do programa da Band, assim como o desligamento de quase toda a equipe do programa.

### Antimatéria (2023–presente)
Em 29 de agosto, o programa Mais Geek passou por uma reformulação e foi renomeado para Antimatéria. O programa é apresentado por Anderson Abraços, Clayton Ferreira e Jeff Kayo, que anteriormente faziam parte do elenco do Mais Geek. A estreia do Antimatéria ocorreu em 31 de agosto na PlayTV, que retornou ao ar no lugar de sua antecessora, a mesma emissora que originalmente exibiu o Mais Geek.
O programa contou inicialmente com a exibição de Adventures of Sonic the Hedgehog, e posteriormente estreou animes em parceria com a Anime Onegai.
Em 9 de fevereiro de 2025, o programa Antimatéria deixou a grade de programação da PlayTV. A mudança foi anunciada através de um comunicado de um editor do programa Tecla Sap da emissora. Em 24 de fevereiro, o Antimatéria passa a ser transmitido pela TV Cultura, contando com a estreia dos animes Cardcaptor Sakura e Future Boy Conan, após uma parceria entre a empresa Naisu e a emissora.